# دیاگرام انیمیشن

در اين دياگرام انيميشن مي توانيد نحوهٔ پيدا گردن ستارهٔ قطبي را ببينيد

در دیاگرام پویانمایی  از همه امکانات پویانمایی استفاده نمی‌شود، بلکه فقط شکل‌های ساده، خطوط یا فلش‌ها برای نشان دادن بعضی از موضوعات بسیار ساده استفاده می‌شود که غالباً کاربرد آموزشی دارند.